# 旧青木家那須別邸

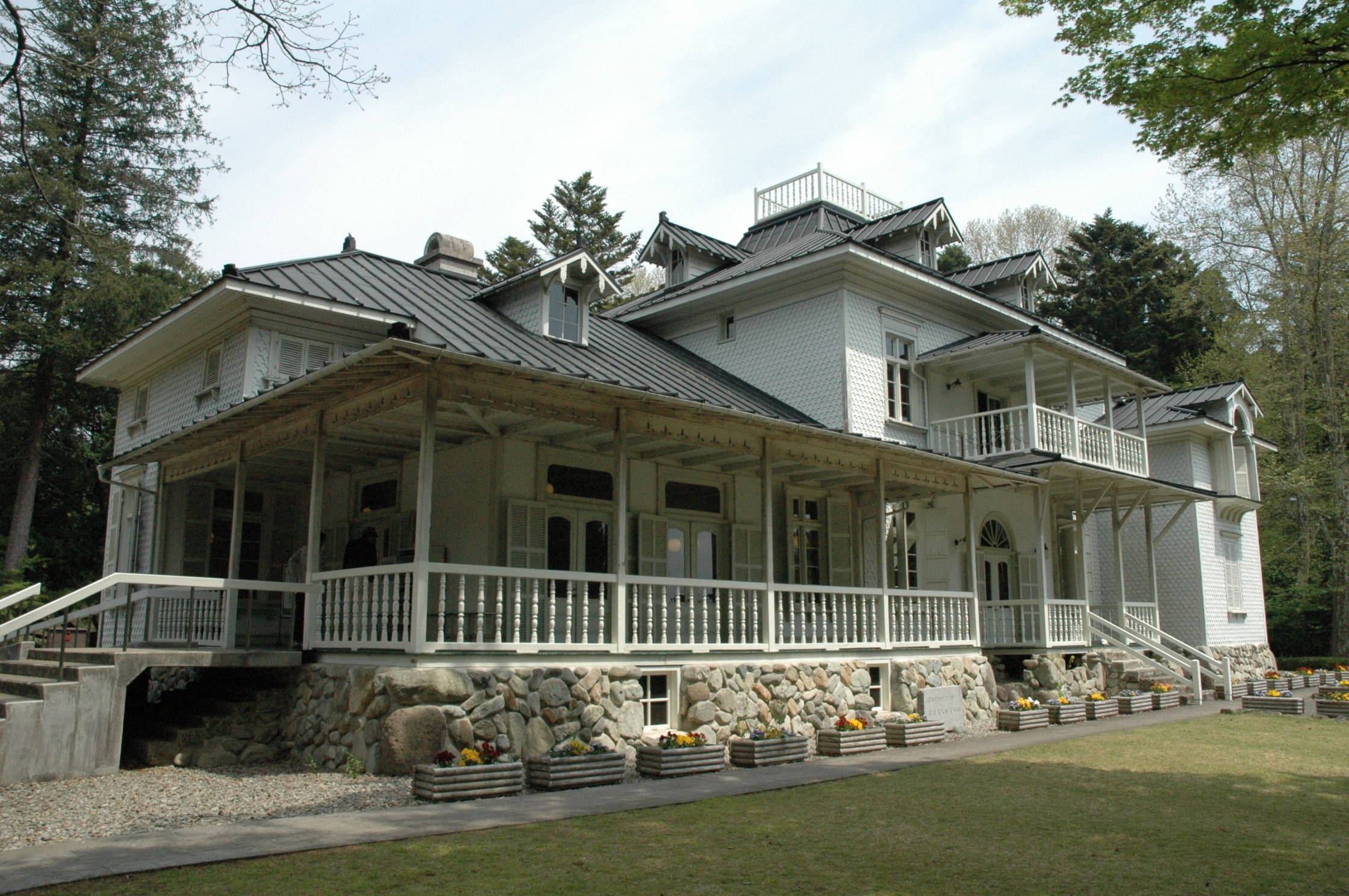
旧青木家那須別邸

旧青木家那須別邸（きゅうあおきけなすべってい）は、明治時代に青木周蔵の別邸として建築された栃木県那須塩原市にある建造物。1999年（平成11年）12月21日に国の重要文化財に指定された。

## 概要
明治前期の那須野が原では明治政府による殖産興業政策を背景に土地の払い下げを受けた元勲や旧大名華族による開拓が行われた。ドイツ公使を務めた青木にもドイツの貴族地主への憧れがあったとされ、那須に青木農場を開設し、1888年（明治21年）に別邸が建築された。設計者はドイツで建築学を学び、日本建築学会の創設者の一人としても知られる松崎萬長である。
建築当初は2階建ての中央棟のみだったが、1909年（明治42年）に付属棟と東西の平屋が増築された。
館は木造2階建ての部分と平屋建ての部分で構成され、自然石と玉石を積んだ基礎の上に建設されている。ドイツで学んだ松崎の設計だけあって、軸組、小屋組、窓の意匠など随所にドイツ建築に多用される工法が見て取れる。外観で特徴的なのは蔦型とうろこ型のスレートであり、とりわけ蔦型は他では見られない特徴的なものである。外観は真っ白だが、これは青木夫妻の好みであったという。
1989年（平成元年）に建物は栃木県に寄贈された。その後、2008年（平成10年）3月に南東側約50メートルに移転して復元・改修された。現在は「明治の森・黒磯」の一施設として一般公開されている。
青木周蔵はドイツ貴族の娘エリザベート・フォン・ラーデと結婚しており、2人の間の一人娘ハンナ（花子）はドイツ貴族に嫁いだことで、ドイツ・オーストリア貴族の家系の中には青木周蔵の子孫が存在するようになった。その一人であるザルム＝ライファーシャイト＝ライツ伯爵家の当主ニクラス・ザルム＝ライファーシャイト＝ライツ伯爵は、自邸のシュタイレック城に近いオーストリア・リンツ市と、高祖父青木周蔵が開発に尽力した那須塩原市の仲介を行い、平成17年度から那須塩原市はリンツ市に中学生海外派遣を行うようになり、2009年（平成21年）からは那須塩原市もオーストリアからの生徒の受け入れるようになった。その縁で2016年（平成28年）に両市は姉妹都市提携を行い、2022年（令和4年）には、この旧青木家那須別邸において両市市長が調印式を執り行っている。
2019年（令和元年）にはニクラスと、その母のナタリー（青木周蔵の曽孫）が来日して旧青木家那須別邸を訪問した。ニクラスは青木周蔵が創立した那須塩原町の青木小学校の100周年記念行事に出席するために来日したことがあり、その時にもここに立ち寄っているが、ナタリーの来日は初めてだった。ナタリーは「今回、初めてここに来て先祖の足跡をたどれ、うれしく思っている」と述べた。

## 周辺
別邸の正面には杉並木、裏手には2本のアスナロがあり、那須塩原市指定文化財となっている（2024年2月7日指定）。
別邸に隣接して道の駅明治の森・黒磯がある。